# Grote kustknobbelworm
De grote kustknobbelworm (Tubificoides benedii) is een ringworm uit de familie van de Naididae. De wetenschappelijke naam van de soort werd, Tubiflex benedii, voor het eerst geldig gepubliceerd in 1855 door Udekem.